# Casa de Macià (Capafonts)
Casa de Macià és una casa de Capafonts (Baix Camp) protegida com a Bé Cultural d'Interès Local.

## Descripció
Casa amb façana de pedra, de carreu, i arc del mateix material, a la clau del qual hi ha un escut amb un colom en el camp.

## Història
Casa deshabitada, amenaçant ruïna, amb senyals de canter en els carreus, de les del tipus del segle xiv.